# Fran Mérida
Pour les articles homonymes, voir Mérida.
Francisco "Fran" Mérida Pérez, né le 4 mars 1990 à Barcelone en Espagne, est un footballeur espagnol qui évoluait au poste de milieu central. 

## Biographie
Fran Mérida a été formé à La Masia, le centre de formation du FC Barcelone. Il a quitté son club formateur à 16 ans pour rejoindre son idole et ami d'enfance, Cesc Fàbregas, lui aussi parti à Londres sans avoir joué un seul match avec l'équipe première du FC Barcelone. Il est alors suivi par les plus grands clubs européens comme le Real Madrid, Chelsea FC, Manchester United ou encore Liverpool FC mais signe à Arsenal pour 3 500 000 €. Il est international des -19 ans espagnol et aide sa sélection à se qualifier pour le championnat d'Europe où il joue trois matchs et inscrit deux buts. Il joue son premier match avec les Gunners d'Arsenal, lors de la victoire 2-0 face à Newcastle United en Carling Cup, le 25 septembre 2007. Il marque son premier but professionnel le 6 avril 2008 avec la Real Sociedad contre le Hércules Alicante (deuxième division espagnole). C'est à 18 ans et 32 jours qu'il marque donc son premier but chez les professionnels, 10 matchs après ses débuts. Il fait ses débuts en Premier League lors de la saison 2008-2009 avec Arsenal, Arsène Wenger étant un grand admirateur de son talent "exceptionnel"[réf. nécessaire]. Le 3 mars 2009, à la veille de son 19e anniversaire, il fête sa première apparition en Premier League en rentrant à la 82e minute à la place de Samir Nasri contre West Bromwich Albion où les Gunners s'imposent 1-3. 
Lors de la saison 2009-2010, il intègre définitivement l'effectif professionnel et porte désormais le numéro 32 (après avoir porté le 42 et le 43 auparavant). Le 28 octobre 2009, il marque son premier but sous les couleurs d'Arsenal face au Liverpool FC d'une frappe magnifique enveloppée qui finit dans la lucarne de Diego Cavalieri.
Il signe en mai 2010 un contrat de cinq ans à l'Atlético de Madrid. Fin août 2011, il est prêté au Sporting Braga. 
En 2012, il rejoint l'Hércules d'Alicante. Il y reste jusqu'au 11 février 2013, date à laquelle il est transféré dans le club brésilien de l'Atlético Paranaense.
En juillet 2016, il rejoint le néo-promu en première division, le CA Osasuna.
Le 19 août 2019, Mérida signe à l'Espanyol de Barcelone pour deux saisons et une optionnelle. À la suite de la descente du club en Segunda División, il est la première signature estivale et apporte son expérience au milieu de terrain. Mérida hérite du numéro 8, laissé vacant depuis le départ d'Ander Iturraspe.

## Statistiques
| Saison                | Club                  | Championnat           | Championnat | Championnat | Coupe(s) nationale(s) | Coupe(s) nationale(s) | Compétition(s) continentale(s) | Compétition(s) continentale(s) | Compétition(s) continentale(s) | Total | Total |
| Saison                | Club                  | Division              | M.          | B.          | M.                    | B.                    | Comp.                          | M.                             | B.                             | M.    | B.    |
| 2007-2008             | Arsenal FC            | Premier League        | -           | -           | 3                     | 0                     | -                              | -                              | -                              | 3     | 0     |
| 2007-2008             | Real Sociedad (prêt)  | Segunda División      | 17          | 1           | -                     | -                     | -                              | -                              | -                              | 17    | 1     |
| 2008-2009             | Arsenal FC            | Premier League        | 2           | 0           | 3                     | 0                     | C1                             | -                              | -                              | 5     | 0     |
| 2009-2010             | Arsenal FC            | Premier League        | 4           | 1           | 3                     | 1                     | C1                             | 1                              | 0                              | 8     | 2     |
| 2010-2011             | Atlético de Madrid    | Liga                  | 17          | 0           | 5                     | 2                     | SC+C3                          | 1+4                            | 0+1                            | 27    | 3     |
| 2011-2012             | Sporting Braga (prêt) | Liga ZON Sagres       | 5           | 0           | 1                     | 0                     | C3                             | 2                              | 1                              | 8     | 1     |
| 2011-2012             | Atlético de Madrid    | Liga                  | 3           | 0           | -                     | -                     | C3                             | -                              | -                              | 3     | 0     |
| 2012-2013             | Hércules de Alicante  | Segunda División      | 18          | 1           | 1                     | 0                     | -                              | -                              | -                              | 19    | 1     |
| 2013                  | Atlético Paranaense   | Série A               | 6           | 1           | 4                     | 0                     | -                              | -                              | -                              | 10    | 1     |
| 2014                  | Atlético Paranaense   | Série A               | -           | -           | -                     | -                     | CL                             | 6                              | 0                              | 6     | 0     |
| 2014-2015             | SD Huesca             | Segunda División B    | 15+6        | 1+0         | -                     | -                     | -                              | -                              | -                              | 21    | 1     |
| 2015-2016             | SD Huesca             | Segunda División      | 37          | 7           | 2                     | 2                     | -                              | -                              | -                              | 39    | 9     |
| 2016-2017             | CA Osasuna            | LaLiga                | 15          | 1           | 2                     | 0                     | -                              | -                              | -                              | 17    | 1     |
| 2017-2018             | CA Osasuna            | LaLiga 2              | 35          | 7           | 2                     | 1                     | -                              | -                              | -                              | 37    | 8     |
| 2018-2019             | CA Osasuna            | LaLiga 2              | 31          | 1           | -                     | -                     | -                              | -                              | -                              | 31    | 1     |
| 2019-2020             | CA Osasuna            | Liga                  | 23          | 0           | 2                     | 1                     | -                              | -                              | -                              | 25    | 1     |
| 2020-2021             | Espanyol de Barcelone | LaLiga 2              | 36          | 1           | 3                     | 0                     | -                              | -                              | -                              | 39    | 1     |
| 2021-2022             | Espanyol de Barcelone | LaLiga                | 10          | 0           | 3                     | 0                     | -                              | -                              | -                              | 13    | 0     |
| Total sur la carrière | Total sur la carrière | Total sur la carrière | 280         | 22          | 34                    | 7                     | -                              | 14                             | 2                              | 328   | 31    |

## Palmarès
- Atlético de Madrid
  - Vainqueur de la Supercoupe de l'UEFA : 2010

- CA Osasuna
  - Segunda División : 2019

- Espagne -17 ans
  - Championnat d'Europe des moins de 17 ans : 2007
  - Finaliste de la Coupe du monde des moins de 17 ans : 2007